# Norther
Norther est un groupe de death metal mélodique finlandais, originaire d'Espoo. le groupe compte au total six albums studio, trois EPs et cinq singles. Il est initialement formé en 1996 sous le nom de Requiem, changé quatre ans après, en 2000, pour Decayed, puis définitivement pour Norther.
Ils publient leur premier album studio intitulé Dreams of Endless War en 2002, suivi par Mirror of Madness en 2003, Death Unlimited en 2004, Till Death Unites Us en 2006, N en 2008, et Circle Regenerated en 2011. Le 24 juillet 2012, les membres annoncent sur leur site officiel la fin du groupe et que leur dernier concert sera au Brutal Assault Festival le 10 août.

## Biographie
Le groupe est formé au début de l'année 1996 sous le nom de Requiem. Il se compose initialement du guitariste Petri Lindroos et du batteur Toni Hallio, accompagnés par d'autres musiciens. Au début de son existence, le groupe manquait de lieux pour répéter, mais vers la fin de l'année 1997, le guitariste Alexander Kuoppala (ex-Children of Bodom) leur trouva une salle à Lepakko qui leur permit de jouer ; ils décidèrent alors de changer leur nom Requiem en Decayed. Après la démolition de leur salle de répétition, les musiciens qui jouaient avec Petri Lindroos et Toni Hallio quittent Decayed.
Après quelques mois infructueux, le groupe finit par trouver un nouveau lieu de pratique, et se met à la recherche de nouveaux membres. Malgré plusieurs auditions, ils ne trouvent pas de membres capables de se mêler à leur style, et le groupe vivote jusqu'au début de l'an 2000, lorsqu'ils font la rencontre du guitariste Kristian Ranta. Le groupe redevient actif, et grâce à l'aide de deux frères, amis de Lindroos-Sebastian et Joakim Ekroos - le groupe décide d'enregistrer une démo pour la première fois sous le nom de Norther. Cette démo leur permet alors de signer un contrat avec Spinefarm Records.
Après plusieurs problèmes, les frères Ekross quittent le groupe et sont remplacés par Jukka Koskinen à la basse et Tuomas Planman aux claviers. Leur premier album, Dreams of Endless War, publié en 2002, est très bien accueilli par la presse spécialisée. Norther commence alors à faire des tournées dans les environs de Helsinki. Le groupe devient très prolifique, les sorties d'albums se suivirent rapidement : Mirror of Madness (2003), Death Unlimited (2004), et Till Death Unites Us (2006), tout comme les singles Released (2002), Unleash Hell (2003), Spreading Death (2003), et Scream (2006), le mini-DVD/single Spreading Death, et un EP intitulé Solution 7 (2005). En octobre 2005, le batteur Toni Hallio quitte le groupe, laissant Petri Lindroos comme seul membre original. Il est remplacé par Heikki Saari, batteur de Virtuocity.
En février 2007 sort l'EP No Way Back. Il est suivi en 2008 par la sortie de l'album N, qui est enregistré entre août et septembre 2007. Le 6 mars 2009, par décision des autres membres du groupe, le chanteur et guitariste Petri Lindroos est forcé de quitter le groupe, ses engagements envers son second groupe, Ensiferum, devenant trop importants. En avril 2009, le groupe annonce avoir trouvé un nouveau chanteur, Aleksi Sihvonen (ancien chanteur d'Imperanon). À la guitare, Petri Lindroos est remplacé par Daniel Freyberg, au début uniquement durant les concerts, avant de passer membre du groupe à part entière.
En octobre 2010, le groupe annonce entrer en studio pour l'enregistrement du sixième album intitulé Circle Regenerated et sort en avril 2011. En novembre 2011, leur performance au  Trendkill Extreme Feast de Séoul est annulée sans raison apparente. Le 24 juillet 2012, les membres annoncent sur leur site officiel la fin du groupe et que leur dernier concert sera au Brutal Assault Festival le 10 août.

## Membres

### Derniers membres
- Aleksi Sihvonen – chant (2009-2012)
- Kristian Ranta – guitare, chœurs (2000-2012)
- Daniel Freyberg – guitare (2009-2012)
- Jukka Koskinen – basse (2000-2012)
- Heikki Saari – batterie (2005-2012)
- Tuomas Planman – claviers (2000-2012)

### Anciens membres
- Petri Lindroos – chant, guitare (1996-2009)
- Toni Hallio – batterie (1996-2005)
- Tuomas – basse (1996-1997)
- Roni Korpas – guitare (1996-1999)
- Sebastian Knight – claviers (2000)
- Joakim Ekroos – basse (2000)

## Discographie

### Albums studio
- 2002 : Dreams of Endless War
- 2003 : Mirror of Madness
- 2004 : Death Unlimited
- 2006 : Till Death Unites Us
- 2008 : N
- 2011 : Circle Regenerated

### EPs
- 2000 : Warlord
- 2005 : Solution 7
- 2007 : No Way Back

### Singles
- 2001 : Released
- 2003 : Unleash Hell
- 2004 : Spreading Death
- 2006 : Scream (2006)
- 2010 : Break Myself Away

### Reprises
- Youth Gone Wild (Skid Row) − sur Dreams of Endless War, Released (Single) et Warlord (Demo)
- The Final Countdown (Europe) − sur Dreams of Endless War
- Smash (The Offspring) − sur Mirror of Madness et Unleash Hell (Single)
- Tornado of Souls (Megadeth) − sur Death Unlimited et Spreading Death (Single)
- Sabotage (Beastie Boys) − sur l'édition japonaise de N

## Clips vidéo
| Vidéo             | Album                 | Durée |
| ----------------- | --------------------- | ----- |
| Released          | Dreams of Endless War | 4:12  |
| Mirror of Madness | Mirror of Madness     | 4:32  |
| Death Unlimited   | Death Unlimited       | 4:55  |
| Frozen Angel      | No Way Back           | 4:07  |
| We Rock           | N                     | 3:57  |